# Рубано
Руба̀но (на италиански: Rubano; на венециански: Ruban, Рубан) е град и община в Северна Италия, провинция Падуа, регион Венето. Разположен е на 18 m надморска височина. Населението на общината е 16 120 души (към 2015 г.).